# Euploea amymone
Euploea amymone är en fjärilsart som beskrevs av Jean Baptiste Godart 1819. Euploea amymone ingår i släktet Euploea och familjen praktfjärilar. Inga underarter finns listade i Catalogue of Life.